# Springeren (1916)
Springeren – duński torpedowiec, następnie trałowiec z okresu międzywojennego i II wojny światowej, pierwsza z 10 zbudowanych jednostek typu Springeren. Okręt został zwodowany 8 lipca 1916 roku w stoczni Orlogsværftet w Kopenhadze, a do służby w Kongelige Danske Marine wszedł w lutym 1917 roku. W 1929 roku jednostkę przebudowano na trałowiec. W sierpniu 1943 roku okręt został zdobyty przez Niemców, a pod banderę duńską powrócił po zakończeniu wojny. Jednostka została wycofana ze służby w 1946 roku.

## Projekt i budowa
Okręt był pierwszą z 10 zbudowanych jednostek typu Springeren, których projekt bazował na zbudowanym na licencji Normanda w kopenhaskiej stoczni w 1907 roku torpedowcu „Ormen”. Okręty były od początku przestarzałe, jednak niski koszt budowy zaowocował zbudowaniem dużej serii jednostek .
„Springeren” zbudowany został w stoczni Orlogsværftet w Kopenhadze . Stępkę okrętu położono w kwietniu 1916 roku, a zwodowany został 8 lipca 1916 roku .

## Dane taktyczno-techniczne
Okręt był niewielkim torpedowcem o długości całkowitej 38,5 metra, szerokości 4,25 metra i zanurzeniu 2,74 metra . Wyporność standardowa wynosiła 93 tony, a pełna 109 ton . Okręt napędzany był przez maszynę parową potrójnego rozprężania o mocy 2000 KM, dla której parę dostarczały dwa kotły. Jednośrubowy układ napędowy pozwalał osiągnąć prędkość 24,6 węzła. Okręt zabierał zapas 15 ton węgla, co zapewniało zasięg wynoszący 425 Mm przy prędkości 14 węzłów .
Okręt wyposażony był w dwie wyrzutnie torped kalibru 450 mm: stałą na dziobie i obrotową na pokładzie . Uzbrojenie artyleryjskie stanowiły dwa pojedyncze 6-funtowe działa pokładowe kalibru 57 mm M1885 L/40 .
Załoga okrętu składała się z 24 oficerów, podoficerów i marynarzy.

## Służba

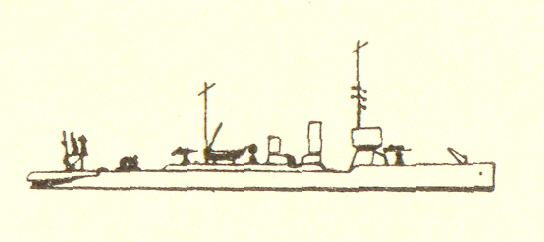
„Springeren” po przebudowie na trałowiec.

„Springeren” wszedł do służby w Kongelige Danske Marine w lutym 1917 roku . W 1920 roku okręt otrzymał numer taktyczny 10, zmieniony trzy lata później na B2 . W 1929 roku jednostkę przebudowano na trałowiec, pozbawiając ją pokładowej wyrzutni torped i instalując wyposażenie trałowe (okręt otrzymał też nowy numer taktyczny – S1) . 
W dniach 28–31 sierpnia 1935 roku „Springeren” ze szkolnym zespołem trzech duńskich okrętów złożył wizytę w Gdyni.
18 czerwca 1940 roku „Springeren” zatonął, po czym został podniesiony, wyremontowany i powtórnie przyjęty do służby 21 kwietnia 1943 roku. 29 sierpnia 1943 roku okręt został zdobyty przez Niemców w Korsør. Według niektórych ogólnych publikacji był używany przez Kriegsmarine do zadań trałowych, jednak inne źródła go nie wymieniają w jej składzie. Okręt został zwrócony Danii po zakończeniu działań wojennych w maju 1945 roku . Jednostka została wycofana ze służby w sierpniu 1946 roku .